# Cinclidotus involutus
Cinclidotus involutus là một loài rêu trong họ Cinclidotaceae. Loài này được Hilp. mô tả khoa học đầu tiên năm 1933.